# Classe Protector (pattugliatore d'altura)
La classe Protector (anche conosciuta come classe Otago) è una serie di 2 pattugliatori d'altura (in inglese offshore patrol vessel, OPV) costruiti dall'australiana Tenix per la Regia Marina della Nuova Zelanda nel 2010.

## Storia
Come parte del Progetto Protector, il Ministero della difesa progettò di acquisire due nuovi pattugliatori per la Royal New Zealand Navy nel luglio 2002, quindi firmò un contratto con la Tenix Defence (in seguito acquisita dalla BAE Systems) nel luglio 2004 per la costruzione dei bastimenti. I lavori cominciarono nel febbraio 2005 e l'HMNZS Otago venne varato il 18 novembre 2006 a Melbourne (Australia).
La data di consegna originariamente prevista per l'Otago era aprile 2007, poi modificata a inizio del 2008. Il Wellington venne varato il 27 ottobre 2007 con una data di consegna originale di maggio/giugno 2008.
Sebbene le navi siano in grado di trasportare un Kaman SH-2G Super Seasprite, il 30 ottobre 2007 la New Zealand Defence Force annunciò l'acquisizione dell'elicottero leggero AgustaWestland AW109 per l'addestramento e il dispiegamento sulle navi della Royal New Zealand Navy, compresi i pattugliatori d'altura.
Nel settembre 2008 il Ministero della difesa annunciò ritardi nella consegna dei due pattugliatori a causa di questioni riguardanti le imbarcazioni marittime delle navi (RHIB) e la certificazione Lloyd's, in trattativa con BAE. Nel maggio 2009 iniziò la mediazione tra il Ministero della difesa e BAE Systems, sulla questione dell'aumento di peso stimato di 300 tonnellate che potrebbe causare un potenziale pericolo quando gli OPV si trovano nel mar ghiacciato d'Antartide, poiché il peso aumenta gradualmente durante il tempo.
Il 18 febbraio 2010 l'Otago fu accettata nella Royal New Zealand Navy. Il Ministero della difesa neozelandese affermò che il problema del sovrappeso non era così grave come si pensava, ma "il peso dovrà essere attentamente monitorato durante il servizio della nave". L'arrivo della nave era previsto alla Devonport Naval Base (Auckland) il 26 marzo 2010. Il Wellington fu ammesso il 6 maggio 2010 e arrivò a Devonport più tardi quel mese. L'HMNZS Otago arrivò alla Devonport Naval Base dopo un ulteriore ritardo in Australia a causa di problemi al motore, che vennero risolti nel periodo di garanzia.

### Origine del design
Concepito nell'ambito del Progetto Protector, il progetto del Ministero della difesa prevedeva l'acquisizione di una nave multiruolo, due pattugliatori d'altura e quattro pattugliatori litoranei. Le navi del Progetto Protector dovevano essere gestite dalla Royal New Zealand Navy per svolgere compiti per e con il servizio doganale della Nuova Zelanda, il Dipartimento della conservazione, il Ministero degli affari esteri e del commercio, il Ministero della pesca, il Servizio marittimo della Nuova Zelanda e la Polizia neozelandese. La politica del governo e della Marina prevedeva che gli OPV svolgessero funzioni di protezione delle risorse nella ZEE, nel Pacifico meridionale e nell'Oceano Antartico, così da liberare le due fregate della classe ANZAC per altre esigenze. Tuttavia, con la capacità di trasportare e sostenere un elicottero della Royal New Zealand Navy armato di missili, hanno una maggiore capacità di contingenza limitata.
Le navi vennero progettate da Vard Marine (nota come STX Canada Marine e precedentemente Kvaerner Masa Marine) e si basavano su precedenti progetti di pattugliatori d'altura in servizio nel Seirbhís Chabhlaigh na hÉireann (dal 1999) e la Polizia mauriziana (dal 1996). Tuttavia il progetto adottato venne notevolmente aggiornato, in quanto il servizio navale irlandese non incluse più strutture per elicotteri nei suoi progetti dopo il fallimento delle operazioni con elicotteri dell'OPV LÉ Eithne nel mare agitato al largo della costa occidentale irlandese. L'Otago, tuttavia, include strutture per elicotteri simili a quelle del precedente OPV irlandese, LÉ Eithne, che erano basate sul britannico Leander, la cui modifica per utilizzare elicotteri Lynx/Seasprite più grandi si basa sul progetto dell'ultimo Leander della Regia Marina della Nuova Zelanda, l'HMNZS Canterbury. La nave è conforme a tutti i requisiti operativi di pattugliamento e risposta, trasporto e movimentazione di merci, tenuta di mare per operazioni su imbarcazioni ed elicotteri e offre un elevato livello di comfort per l'equipaggio e i funzionari delle agenzie clienti.
Dal 2014, dopo l'acquisizione di STX Marine da parte del gruppo norvegese Vard, che fa parte di Fincantieri, il progetto è ora denominato Vard 7 85M.
La progettazione e l'allestimento degli OPV vennero contestati dall'Esecutivo, dal MOD, dal MFAT e dalla Marina. Nel giugno 2004 fu deciso di utilizzare la restante dotazione di bilancio per dotare gli OPV di un rinforzo per la resistenza al ghiaccio, descritto dal vice segretario alla Difesa, Bruce Green, come una semplice modifica che avrebbe aggiunto pochi costi, piuttosto che per dotare gli OPV di un cannone generico di tipo piccola corvetta da 57 mm o 76 mm (montato su tutti gli OPV irlandesi successivi al 1980). In realtà la rinforzatura per la resistenza al ghiaccio fece sì che gli OPV fossero più pesanti di 300 tonnellate, richiese molto tempo e una spesa di 84 milioni di dollari per essere modificata. L'HMNZS Wellington navigò e riuscì a resistere in mare stato 7/8 nella barriera di Ross in condizioni spaventose nel febbraio 2012, ma aveva ancora solo la metà del margine delle specifiche ordinate, limitando la futura modernizzazione e la durata di servizio, dato l'inevitabile aumento di peso durante il corso del servizio delle navi da guerra. In questione c'era anche un terzo OPV piuttosto che gli IPV (acronimo dall'inglese inshore patrol vessel) fortemente sostenuti dal Ministro della pesca e dal Ministro della difesa, Phil Goff, che mancavano di rilevanza militare oltre all'addestramento di riserva e di comando.

### Nomi
Il 31 marzo 2006, il Ministro della difesa Phil Goff annunciò che gli OPV si sarebbe chiamati HMNZS Otago e HMNZS Wellington. Otago e Wellington sono nomi di fregate precedentemente gestite dalla Royal New Zealand Navy: l'HMNZS Otago (F111) e l'HMNZS Wellington (F69).
Un comunicato stampa della New Zealand Defence Force del 31 marzo 2006 fornì i distintivi ottici per l'Otago (P148) e per il Wellington (P55). Il distintivo ottico dell'Otago ricorda l'HMNZS Taranaki (F148), mentre quello del Wellington ricorda l'HMNZS Waikato (F55).

## Caratteristiche

### Pattugliamento e risposta all'emergenza nella ZEE
- Spiegamento e recupero di imbarcazioni in mare stato 4 (vento teso, onde tra gli 1,25 e i 2,5 m);
- lancio in elicottero e recupero in mare stato 5 (vento fresco, onde tra i 2,5 e i 4 m);
- rifornimento verticale in mare stato 6 (burrasca, onde tra i 4 e i 6 m);
- capacità di pattugliare in mare stato 6 e resistere in mare stato 9 (uragano, onde oltre 14 m).

### Rinforzo per la resistenza al ghiaccio
- Rinforzato per fornire protezione dal ghiaccio di classe 1C Lloyd's (ghiaccio sottile fino a una profondità massima di 0,4 m);
- implicato il rafforzamento della sezione di prua, dell'ice belt region, delle pinne stabilizzatrici, della linea d'asse e delle eliche.